# Präsuizidales Syndrom
Der Begriff präsuizidales Syndrom wurde vom Psychiater Erwin Ringel 1953 eingeführt. Das Syndrom umfasst die drei Merkmale Einengung, verstärkte Aggression und Flucht in die Phantasiewelt, die nach Ringel regelmäßig einer Suizidhandlung vorausgehen.
Beginnend in den 1950er Jahren hatte Ringel an Personen, die einen Suizidversuch überlebt hatten, die Phase untersucht, die dem Suizidversuch vorausging. Bei der Mehrzahl der 745 untersuchten Patienten konstatierte er diese drei Merkmale:
- Einengung: Die Wahlmöglichkeiten im Leben werden immer weiter eingeengt, bis letztlich nur der Suizid als Möglichkeit bleibt. Diese Einengung kann allein im Denken und Verhalten des Betroffenen begründet sein (Depression, Kontaktstörung), aber auch in der Realität (Isolation, Vereinsamung, Arbeitslosigkeit, Verluste, Krankheit)
- Aggression: Eine verstärkte und gleichzeitig gehemmte Aggression, die sich früher oder später gegen den Betroffenen selbst richtet (Aggressionsumkehr).
- Flucht in die Phantasiewelt: Das Gefühl, der Realität nicht gewachsen zu sein, führt zu einer Flucht in die Irrealität. Der Betroffene baut sich eine Scheinwelt auf, in der Gedanken an den Tod und schließlich an Suizid eine immer größere Rolle spielen.

Das präsuizidale Syndrom hat laut Ringel eine Bedeutung in der Abschätzung der Suizidalität. Das Auftreten der genannten Merkmale sei immer ein ernstzunehmendes Warnzeichen. Als demonstrierendes Beispiel für das Syndrom nennt er das Gedicht eines Suizidenten aus dem 19. Jahrhundert. Dabei sollen die ersten drei Zeilen die Einengung, die mittleren vier die Isolierung und die letzten die Aggressionsproblematik sowie Selbstmordphantasien darstellen:

„Immer enger wird mein Denken

immer blinder wird mein Blick,

mehr und mehr erfüllt sich täglich

mein entsetzliches Geschick.

Kraftlos schlepp ich mich durchs Leben

jeder Lebenslust beraubt,

habe keinen, der die Größe

meines Elends kennt und glaubt.

Doch mein Tod wird Euch beweisen,

daß ich jahre-, jahrelang

an des Grabes Rand gewandelt,

bis es jählings mich verschlang.“